# Главный директор

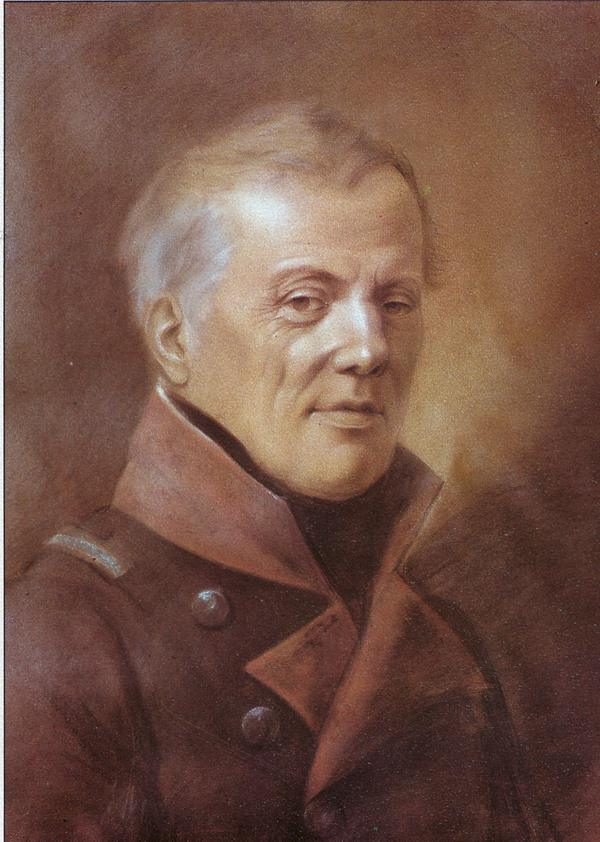
Первый главный директор
Пётр Петрович Коновницын

Главный директор Пажеского, кадетских корпусов и Дворянского полка — должность, учрежденная в 1819 году в виду постоянного пребывания в городе Варшаве главного начальника Пажеских, сухопутных кадетских корпусов и Дворянского полка, цесаревича Константина Павловича. 

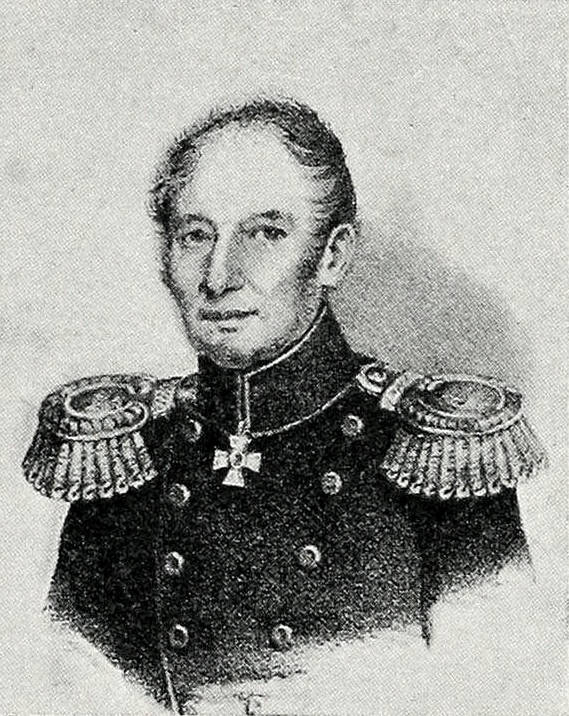
Последний главный директор
Карл Фёдорович Клингенберг

25 ноября 1819 года русский император Александр I направил Указ Сенату: «По особой доверенности Военному Министру Генералу от Инфантерии Коновницыну повелеваю ему быть Главным Директором Корпусов Пажеского, 1-го и 2-го кадетских, Дворянского полка, Императорского военносиротского дома, смоленского Кадетского корпуса и дворянского эскадрона под начальством Его Императорского Высочества Цесаревича, членом Совета о военных училищах и комитета под ведением сего Совета состоящего».
Главный директор, подчиненный главному начальнику, осуществлял высший надзор за хозяйством и дисциплиной в указанных военно-учебных заведениях Российской империи. 
В 1820 году при главном директоре было учреждено дежурство с канцелярией из 3-х отделов: инспекторского, учебного и хозяйственного. 
В 1834 году дежурство было присоединено к штабу главного начальника, и обязанности главного директора были ограничены одним личным наблюдением за исполнением в корпусах распоряжений высшего начальства, без письменных занятий. 
Должность главного директора была упразднена в 1843 году. 
Эту должность занимали генералы: граф П. П. Коновницын (1819—22), граф П. В. Голенищев-Кутузов (1823—26), Н. И. Демидов 1-й (1826—33) и И. О. Сухозанет (1833—36). 
С 1836 года исполнение должности главного директора было возложено на директора Павловского кадетского корпуса, генерал-лейтенанта Карла Фёдоровича Клингенберга, который в 1843 годы был назначен инспектором военно-учебных заведений с сохранением звания генерального директора до его кончины, последовавшей в 1849 году.